# Новотроицко-Екатеринославский 4-й драгунский полк

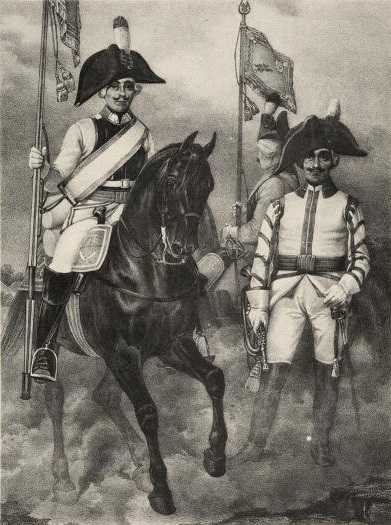
Эстандарт-юнкер Екатеринославского и трубач Казанского Кирасирского полков, 1797—1801 года.

4-й драгу́нский Новотро́ицко-Екатериносла́вский гене́рал-фельдмаршала кня́зя Потёмкина-Таври́ческого полк — воинское формирование Русской императорской армии.
Старшинство: с 1708 года.

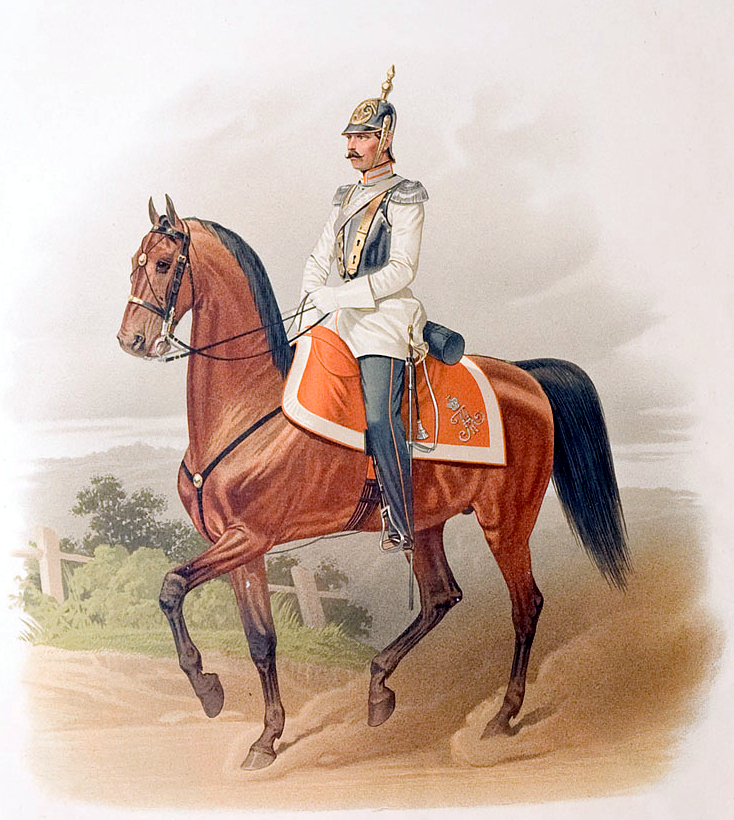
Пиратский К. К. Штаб-офицер Кирасирского Её Императорского Высочества Великой Княгини Марии Николаевны полка. 1855 г.

Полковой праздник — день Святой Троицы.

## Места дислокации
- 1820 — Орел. Полк входил в состав 2-й Кирасирской дивизии.
- 1894—1917 — Граево Ломжинской губернии.

## История
Сформирован в мае 1708 года (по другим данным — в 1707 году) как Драгунский полковника Семёна Кропотова полк для участия в «Донском походе» из людей Азовского, Астраханского, Белгородского, Владимирского, Вятского, Казанского, Московского, Невского, Нижегородского, Новгородского, Псковского, Ростовского, Рязанского, Санкт-Петербургского, Сибирского, Тверского, Троицкого, Ярославского драгунских полков и Лейб-регимента. При сформировании полк насчитывал 10 рот, 33 офицера и чина унтер-штаба, 1037 нижних чинов, 1350 лошадей.
- 1708 — Драгунский полковника Семёна Кропотова полк.
- 1725 — Новотроицкий драгунский полк.
- 16 февраля 1727 — 3-й Нижегородский драгунский полк.
- 6 ноября 1727 — Новотроицкий драгунский полк.
- 30 марта 1756 — Новотроицкий кирасирский полк.
- 25 апреля 1762 — Кирасирский генерал-майора принца Петра Курляндского полк.
- 5 июля 1762 — Новотроицкий кирасирский полк.
- 28 июня 1783 — Екатеринославский кирасирский полк.
- 26 декабря 1789 — Кирасирский князя Потёмкина полк.
- 29 ноября 1796 — Екатеринославский кирасирский полк.
- 25 декабря 1797 — Кирасирский генерал-фельдмаршала графа Салтыкова 2-го полк.
- 31 марта 1801 — Екатеринославский кирасирский полк.
- 26 августа 1837 — Кирасирский Её Императорского Высочества великой княжны Марии Николаевны полк[3].
- 2 июня 1839 — Кирасирский Её Императорского Высочества великой княгини Марии Николаевны полк.
- 19 марта 1857 — Екатеринославский кирасирский (кадровый — с 30 ноября 1857 года) Её Императорского Высочества великой княгини Марии Николаевны полк.
- 27 мая 1860 — полк объединен с Украинским драгунским Его Королевского Высочества Принца Оранского полком и получил название Екатеринославский драгунский Её Императорского Высочества великой княгини Марии Николаевны полк.
- 25 марта 1864 — 4-й драгунский Екатеринославский Её Императорского Высочества великой княгини Марии Николаевны полк[3].
- 14 февраля 1876 — 4-й драгунский Екатеринославский полк.
- 18 августа 1882 — 10-й драгунский Екатеринославский полк[4].
- 25 марта 1891 — 10-й драгунский Новотроицко-Екатеринославский генерал-фельдмаршала князя Потёмкина-Таврического полк.
- 6 декабря 1907 — 4-й драгунский Новотроицко-Екатеринославский генерал-фельдмаршала князя Потёмкина-Таврического полк.
- 20 июля 1914 — Выступил на фронт Первой мировой войны в составе 4-й кавалерийской дивизии 2-й армии Северо-Западного фронта.
- 23 сентября 1914 — В составе дивизии переведён в 10-ю армию Северо-Западного фронта.
- 24 мая 1915 — Переведён в 5-ю армию Северо-Западного фронта.
- 17 июля 1915 — Состоял при 37-м армейском корпусе Северо-Западного фронта.
- 11 августа 1915 — 4-я кавалерийская дивизия передана в состав Северного фронта.
- Весна 1916 — В составе I кавалерийского корпуса в резерве 5-й армии Северного фронта.

## Боевые отличия
1. Георгиевский полковой штандарт с надписями: «1708-1908» и «За отличие при поражении и изгнании неприятеля из пределов России в 1812 г. и в воздаяние отличных подвигов, оказанных в благополучно оконченную кампанию 1814 г.», с Александровской юбилейной лентой. Пожалован 1 июня 1908 года взамен Георгиевского штандарта с такой же надписью, пожалованного 13 апреля 1813 года в командование полковника Волкова (Выс. пр. о ч.).
2. Знаки на каски с надписью: «За отличие», пожалованы 6 апреля 1830 года Украинскому драгунскому полку, в бытность 3-м дивизионом Новороссийского драгунского полка, за подвиги в войне с Турцией в 1828-29 гг. (Выс. пр. о ч.).
3. 16 серебряных труб с надписью: «1766», пожалованы Новотроицкому кирасирскому полку в командование полковника Дарагана (Хрон. табл., 1866 г., драгуны).
4. 10 Георгиевских труб с надписью: «24 Июля 1854 года за сражение при Кюрук-Дара», пожалованы 30 августа 1856 года Украинскому драгунскому полку, в бытность 3-м дивизионом Новороссийского драгунского полка (Выс. пр. о ч.).
5. Шитые петлицы «за военное отличие» на мундиры штаб- и обер-офицеров. Пожалованы 17 апреля 1878 года за отличие в русско-турецкую войну 1877-78 гг., в командование полковника Ребиндера А. М. (Выс. пр. о ч.).

## Шефы
Шефы (почётные командиры):
- 19.07.1775 — 06.10.1791 — генерал-аншеф (с 02.02.1784 генерал-фельдмаршал) светлейший князь Потёмкин, Григорий Александрович
- 03.12 1796 — 01.12.1797 — генерал от кавалерии князь Волконский, Григорий Семёнович
- 01.12.1797 — 01.05.1804 — генерал-фельдмаршал граф Салтыков, Иван Петрович
- 18.01.1806 — 25.01.1807 — генерал-майор Потулов, Павел Васильевич
- 25.01.1807 — 01.09.1814 — генерал-майор (с 15.09.1813 генерал-лейтенант) Кретов, Николай Васильевич
- 01.01.1826 — 25.06.1827 — генерал от кавалерии герцог Александр Вюртембергский
- 26.08.1837 — 09.02.1876 — великая княгиня Мария Николаевна
- 24.08.1876 — 17.06.1885 — генерал-фельдмаршал барон фон Мантейфель, Эдвин Карл Рохус

## Командиры

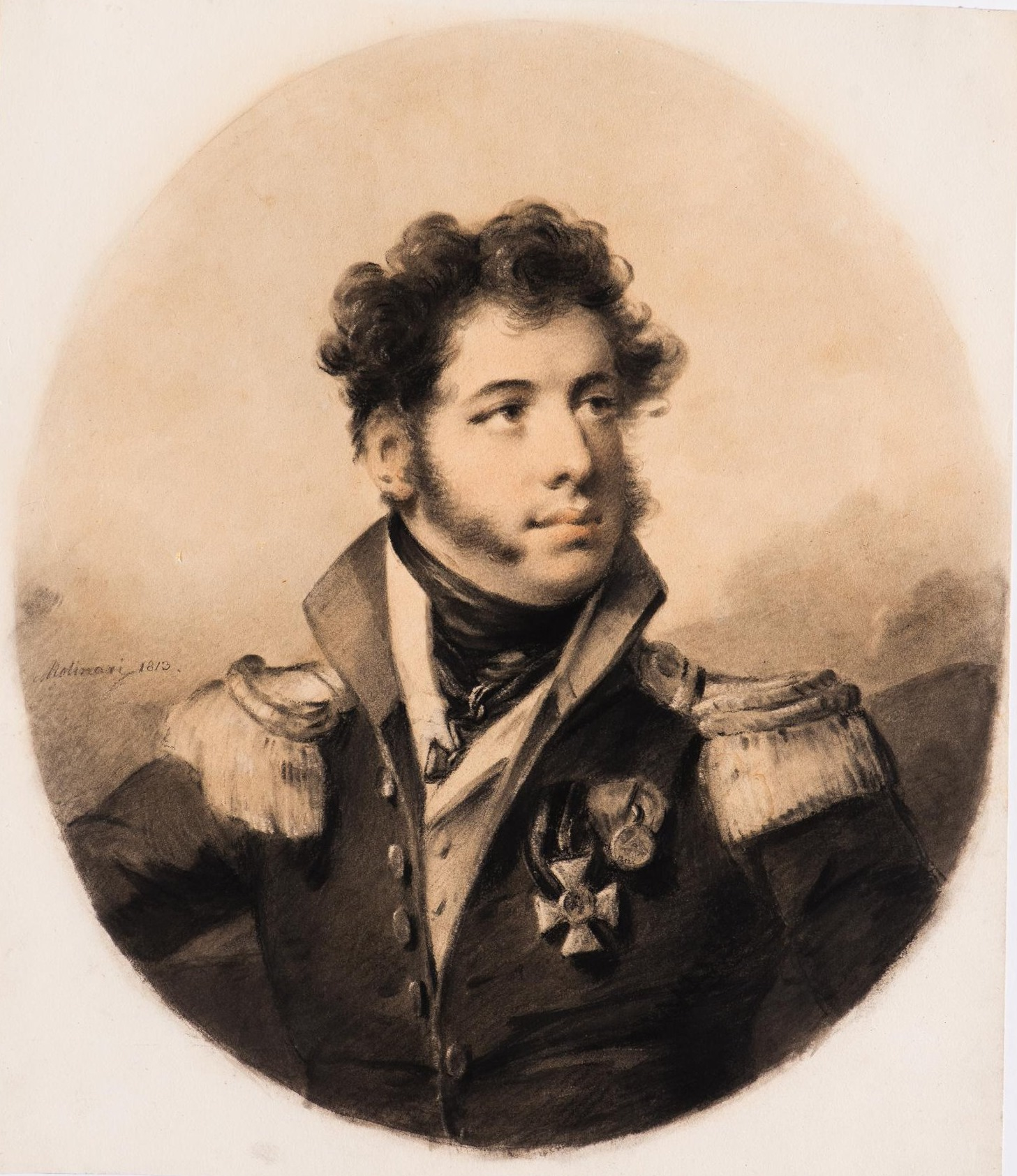
Портрет полковника Ф. С. Уварова (в вицмундире Екатеринославского кирасирского полка). Рис. 1815 г.

- хх.хх.1708 — хх.01.1709 — полковник Кропотов, Гаврила Семенович
- 10.01.1709 — хх.хх.1732 — полковник (с 01.01.1726 генерал-майор, с 16.05.1729 генерал-лейтенант) князь Мещерский, Семён Фёдорович
- хх.хх.1761 — хх.хх.1767 — полковник (с 18.05.1766 бригадир) Давыдов, Иван Кириллович[5]
- хх.хх.1767 — хх.хх.1777— полковник фон Вермелен, Георг-Вильгельм[6]
- 23.06.1777 — 22.02.1783 — полковник (с 29.06.1782 бригадир) Татищев, Николай Алексеевич
- хх.хх.1783 — хх.хх.1787 — полковник (с 01.01.1787 бригадир) Мейендорф, Казимир Иванович
- 11.08.1788 — 19.05.1790 — полковник Глазов, Павел Михайлович
- 1790/1791 — хх.хх.1796 — полковник (с 02.09.1793 бригадир) Селевин, Иван Петрович
- хх.хх.1796 — 28.10.1797 — полковник Гудович, Василий Васильевич
- 28.10.1797 — 09.01.1798 — полковник Голенищев-Кутузов, Павел Иванович
- 09.01.1798 — 28.03.1798 — генерал-майор Пауперт, Иван Михайлович[7]
- 15.04.1798 — 07.02.1799 — полковник Мусин-Пушкин, Пётр Клавдиевич
- 29.03.1799 — 14.08.1800 — генерал-майор Бычков, Никифор Иванович
- 14.08.1800 — 23.11.1800 — полковник Кумано, Антон Филиппович
- 23.11.1800 — 07.12.1800 — генерал-майор Гловенский, Касьян Осипович
- 07.12.1800 — 03.11.1802 — генерал-майор Левиз, Фёдор Фёдорович
- 04.11.1802 — 23.05.1803 — генерал-майор Засс, Андрей Павлович
- 23.05.1803 — 18.01.1806 — полковник (с 20.11.1803 генерал-майор) Потулов, Павел Васильевич
- 25.05.1806 — 30.08.1807 — полковник Ремер, Фёдор Фёдорович
- 15.11.1807 — 12.10.1811 — подполковник (с 12.12.1807 полковник) Каратаев, Василий Иванович
- 28.10.1811 — 06.03.1814 — полковник (с 15.09.1813 генерал-майор) Волков, Михаил Михайлович
- 06.03.1814 — 06.10.1817 — полковник Уваров, Фёдор Семёнович
- 11.10.1817 — 06.12.1826 — полковник Плохово, Сергей Николаевич
- 25.02.1827 — 01.01.1837 — подполковник (с 25.01.1829 полковник) барон Скардовий-Рингтон, Фёдор Львович
- 01.01.1837 — 15.01.1841 — полковник (с 06.12.1838 флигель-адъютант) Туманский, Михаил Иванович[3]
- 15.01.1841 — 06.02.1841 — полковник фон Рейхель, Сергей Иванович[8]
- 06.02.1841 — 13.04.1856 — подполковник (с 25.12.1841 полковник, с 06.12.1851 генерал-майор) Криденер, Павел Павлович[3]
- 15.04.1856 — 26.04.1856 — полковник барон фон Штакельберг, Карл Карлович
- 26.04.1856 — 27.05.1860 — полковник Жандр, Александр Александрович
- 27.05.1860 — 30.08.1863 — полковник Зенгер, Эдуард Фёдорович[9]
- 05.10.1863 — 21.12.1868 — полковник Лошкарёв, Григорий Александрович
- хх.12.1868 — 30.08.1874 — полковник Даме, Александр Карлович
- 30.08.1874 — 03.10.1879 — полковник Ребиндер, Александр Максимович
- 03.10.1879 — 30.05.1881 — полковник Рафальский, Владимир Матвеевич
- 30.05.1881 — 28.04.1885 — полковник барон фон Раден, Эмилий-Оскар Карлович
- 28.04.1885 — 13.05.1891 — полковник Языков-Полешко, Иван Николаевич
- 29.05.1891 — 25.01.1900 — полковник Кареев, Сергей Алексеевич
- 28.01.1900 — 18.04.1906 — полковник Везиров, Фиридун-бек Джамал-бек-оглы
- 18.04.1906 — 17.07.1906 — полковник Новицкий, Николай Николаевич
- 06.08.1906 — 27.08.1909 — полковник князь Тархан-Моуравов, Илья Михайлович
- 18.09.1909 — 21.10.1911 — полковник Веденяпин, Орест Аполлонович
- 01.11.1911 — 06.09.1914 — полковник Залесский, Пётр Иванович
- 18.10.1914 — 25.12.1915 — полковник Максимович-Васильковский, Павел Васильевич
- 16.01.1916 — 18.03.1917 — полковник Аветисов, Александр Григорьевич
- 31.03.1917 — 27.05.1917 — полковник Киселев, Николай Алексеевич
- 27.05.1917 — хх.хх.1918 — полковник Спокойский-Францевич, Николай Евгеньевич

## Известные люди, служившие в полку
- Агафонов, Кронид Кронидович — военный писатель.
- Бакунин, Михаил Михайлович
- Барклай-де-Толли, Михаил Богданович
- Волконский, Сергей Григорьевич
- Гревс, Александр Петрович
- Каменский, Николай Михайлович
- Левшин, Василий Алексеевич
- Медиш, Григорий Максимович[3]
- Папа-Афанасопуло, Илья Афанасьевич (1863—после 1917) — член Государственной думы от Минской губернии.